# Bataille des Visayas
Seconde Guerre mondiale
Batailles
Campagne des Philippines
- Formose
- Leyte
- Golfe de Leyte
- Baie d'Ormoc
- Mindoro
- Maguindanao
- Golfe de Lingayen
- Luçon
- Col de Bessang
- Raid de Cabanatuan
- Bataan (1945)
- Manille (1945)
- Corregidor (1945)
- Baguio (1945)
- Raid de Los Baños
- Visayas
- Palawan
- Mindanao
- Jolo
- Davao
- Raid en mer de Chine méridionale

La bataille des Visayas s'inscrit dans la libération des Philippines durant la Seconde Guerre mondiale. Elle visa à la reconquête par les troupes américaines, soutenues par la guérilla philippine, des îles encore sous contrôle japonais au centre de l'archipel des Philippines : Panay, Negros, Cebu et Bohol.

## Panay et Negros Occidental (Operation VICTOR I)

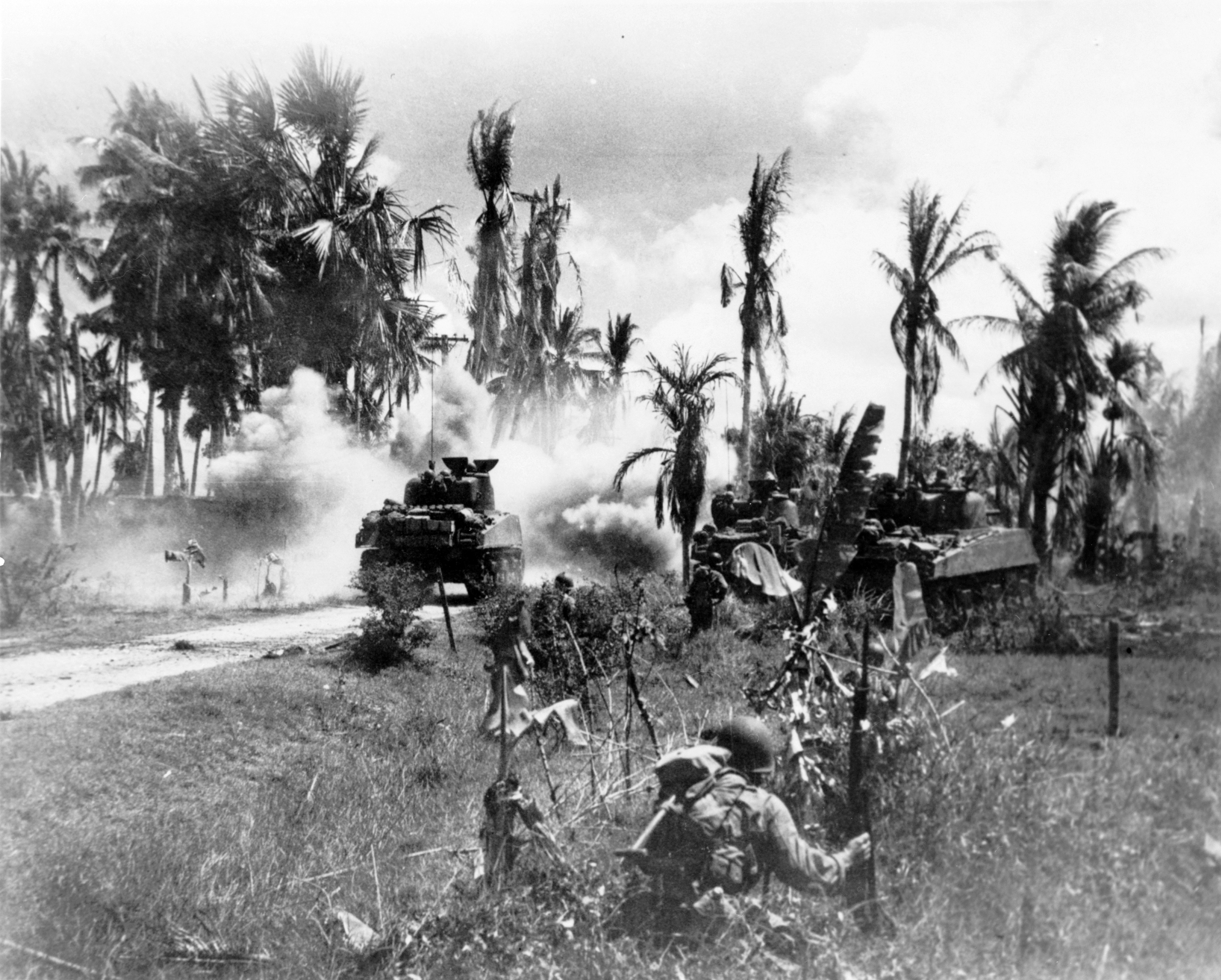
Infanterie américaine avançant à couvert derrière des chars sur Panay le 18 mars 1945

Le 18 mars 1945, après des jours de bombardements aéronavals, la 40e division d'infanterie débarqua sur Panay tenue par environ 2700 Japonais sans rencontrer d'opposition sur les plages de débarquement, la guérilla philippine ayant déjà préalablement pris le contrôle de la majorité de l'île refoulant les Japonais dans la ville d'Iloilo, plus grande ville de Panay.
Après avoir pris l'aéroport de Mandurriao, les forces américaines s'employèrent le 20 mars 1945 à la prise d'Iloilo quasiment désertée par les troupes japonaises la nuit précédente. Celles-ci, poursuivies dans leur retraite par les forces américano-philippines, furent rapidement mises hors d'état de combattre. Après avoir pris l'aéroport de Santa Barbara, il ne restait plus à partir du 22 mars de résistance japonaise organisée sur Panay. Les quelques groupes japonais restant se cachèrent les mois suivants dans les collines où ils furent traqués jusqu'à la fin de la guerre. 1500 d'entre eux se constituèrent prisonniers après la capitulation du Japon.
Le 29 mars mars, la 40e division d'infanterie s'attela à la prise du Negros Occidental où 13 000 soldats japonais étaient stationnés. Grâce encore une fois aux actions préalables de la guérilla philippine, le débarquement se déroula sans opposition. Ne laissant qu'une petite partie de leurs troupes pour la défense de la ville de Bacolod et de son aéroport qui fut prise le 30 mars, les Japonais choisirent de ne vraiment opposer une réelle résistance que dans les zones montagneuses au centre-nord de l'île. Les combats qui s'ensuivirent furent en effet bien plus sanglants, la zone ayant été minée, constellée de pièges anti-tanks, bien fortifiée et sur un terrain rugueux et difficile. Les forces américaines ne viendront à bout de la tenace résistance japonaise dans cette zone que le 4 juin 1945. Les japonais se réfugieront dans la jungle où l'on estime que 3000 d'entre moururent de faim ou de maladie, 6500 se rendirent en août 1945.

## Cebu, Negros Oriental et Bohol (Operation VICTOR II)
La 23e division d'infanterie fut quant à elle chargée de mener à bien la conquête de la partie sud des Visayas.
Les opérations commencèrent avec le débarquement le 26 mars 1945 de deux des 3 régiments de la division, le 132e et le 182e, près de Talisay sur l'île de Cebu défendue par 14 000 soldats impériaux. Les GI ne rencontrèrent qu'une légère opposition sur des plages de débarquement pourtant lourdement minées détruisant une dizaine de leurs véhicules de débarquement. Ils entrèrent dès le jour suivant dans Cebu City dont ils s'emparèrent face à une opposition quasi-minime, ville presque détruite par l'armée japonaise lors de sa retraite générale vers les collines surplombant la ville et son aérodrome.
Cet aérodrome fut pris le 28 mars, mais les défenseurs japonais retranchés dans les collines l'environnant au sein d'un très efficace système défensif de casemates, grottes et de zones minées opposèrent une résistance farouche.
La situation ne se débloqua que le 13 avril quand le 164e régiment d'infanterie venant tout juste d'arriver de Leyte, est arrivé sans se faire repérer, en marchant discrètement de nuit, à contourner les positions japonaises pour les attaquer par le flanc et parvint à les surprendre. L'attaque coordonnée qui s'ensuivit avec les deux autres régiments de la 23e division d'infanterie força le commandement ennemi en place à décider d'abandonner les positions le 16 avril, pour se replier profondément dans la jungle où ses troupes furent harcelées par les soldats philippins et les patrouilles américaines jusqu'à la fin de la guerre. Plus de 8500 Japonais sur l'île se constituèrent prisonniers après la capitulation de leur pays.
Un bataillon du 164e régiment d'infanterie fut quant à lui chargé de la prise de Bohol tenue par environ une garnison d'environ 150 Japonais où il débarqua le 11 avril près de la ville de Tagbilaran City sans opposition, le commandement japonais ayant encore une fois décidé d'appliquer la stratégie visant à ne pas défendre les zones côtières. Les troupes japonaises, alternant entre des phases de retraite et de résistance désespérée furent réduites au silence dès la fin du mois d'avril.
L'Opération VICTOR II s'est terminée par l'offensive sur le Negros Oriental menée par les deux bataillons restant du 164e régiment d'infanterie, opposés à contingent japonais d'environ 1 300 hommes.
Après avoir débarqué le 26 avril 1945 près de la ville de Dumaguete ils en prirent le contrôle sans opposition majeure, les Japonais ayant concentré leurs défenses dans les collines à l'intérieur des terres mettant en œuvre leur tactique de défense habituelle. De harassants combats eurent lieu pour les déloger de leur très efficace système défensif dont l'US Army ne parvint à bout qu'à coup d'artillerie lourde. Toute résistance japonaise organisée ne se tut que le 28 mai 1945, la guérilla philippines chassant toujours plus loin dans la jungle les quelques groupes japonais décimés restants.

## Conséquences
Malgré le fait qu'une partie notable des troupes japonaises se soient réfugiées dans la jungle où elles tentèrent d'y subsister, les îles au centre des Philippines passèrent toutes sous contrôle américain fin mai 1945. Mindanao où les combats faisaient encore rage demeurait à ce moment la seule grande île philippine encore en partie sous domination japonaise.